# Grand Beatbox Battle
La Grand Beatbox Battle (abreviadament GBB) es un event internacional on es reuneixen alguns dels millors beatboxers del món per a competir i batallar en diverses categories. Aquest esdeveniment és organitzat per la companyia SwissBeatbox des de la seua primera edició en 2009.

## Història
La GBB va ser duta a terme per primera vegada l’any 2009 a Suïssa organitzat per SwissBeatbox i el seu actual CEO “Pepouni”. Originalment es tractava de una competició únicament per a Suïssa però que a l’any 2011 va convertir-se en un event internacional. Els competidors podien accedir a competir a l'event mitjançant “Wildcards” (vídeos classificatoris que eren jutjats per un jurat prèviament designat) o gràcies a invitacions. L'event va anar guanyant importància i aficionats fins al punt d’obrir-se a noves categories dins del beatbox com la categoria Loopstation (afegida al 2013), Tag Team (afegida al 2016) o les categories Crew i Tag Team Loopstation (afegides al 2021).

## Categories
Les categories que participen a la GBB són les següents:
- Solo (des de 2009): Categoria individual on els beatboxers classificats afronten primer una ronda d’eliminació individual o “Showcase” i si avancen a la següent ronda (ho decideix açò el jurat de la categoria designat) s'enfronten entre ells en format d’eliminatòria de quarts, semifinals i final.
- Solo Loopstation (des de 2013): Categoria individual amb Loopstation on els beatboxers classificats afronten primer una ronda d’eliminació individual o “Showcase” i si avancen a la següent ronda (ho decideix açò el jurat de la categoria designat) s'enfronten entre ells en format d’eliminatòria de semifinal i final.
- Tag Team (des de 2016): Categoria per parelles on els beatboxers classificats afronten primer una ronda d’eliminació individual o “Showcase” i si avancen a la següent ronda (ho decideix açò el jurat de la categoria designat) s'enfronten entre ells en format d’eliminatòria de quarts, semifinals i final.
- Tag Team Loopstation (des de 2021): Categoria per parelles amb 2 Loopstations on els beatboxers classificats realitzen una ronda d’eliminació individual o “Showcase” que servirà per decidir que parella es la guanyadora
- Crew (des de 2021): Categoria per equips de entre 3-5 beatboxers on els classificats realitzen una ronda d’eliminació o “Showcase” que servirà per decidir quina parella és la guanyadora.

## Format
El format tradicional depèn de la categoria:
|                                        | Solo                 | Solo Loopstation     | Tag Team             | Tag Team Loopstation | Crew                 |
| Classificació                          | Wildcard o invitació | Wildcard o invitació | Wildcard o invitació | Wildcard o invitació | Wildcard o invitació |
| Showcase / Ronda eliminació individual | 4 mins               | 5 mins               | 4 mins               | 5-6 mins             | 6 mins               |
| Ronda batalla                          | 2x90seg              | 2x180seg             | 2x90seg              | -                    | -                    |